# Démocharès
Démocharès, en grec ancien Δημοχάρης (v. 355 av. J.-C. - † v. 275 av. J.-C.) est un orateur et homme d’État de l’Athènes antique. Membre du parti démocratique, il s'opposa à Démétrios de Phalère et au parti pro-macédonien. Outre des discours oratoires, il avait composé des ouvrages historiques.

## Notice historique
Il était le fils d’une des sœurs de Démosthène,. 
Probablement parti en exil après la guerre lamiaque, il revint à Athènes après la chute de Démétrios de Phalère en 307 et la restauration de la démocratie. Il fut alors l’un des principaux dirigeants de la cité et fit adopter en -307/6 un décret organisant la réfection des remparts de la ville, du Pirée, et des Longs Murs. Il défendit aussi la loi de Sophocle de Sounion visant les écoles de philosophie - considérées comme proches du pouvoir macédonien - qui avait conduit à leur fermeture, et qui fut cependant abrogée.
Il fut à nouveau exilé en -303 à cause de son conflit avec l'homme politique Stratoclès, qu’il accusait de servilité à l’égard du roi Démétrios Poliorcète. Il revint finalement à Athènes en -286/5 après que les Macédoniens eurent été chassés de la ville et occupa à nouveau de hautes fonctions.
Démocharès fit exécuter vers -280 une statue de Démosthène, sur commande du peuple athénien et à son initiative, 42 ans après la mort de son sujet. Sculptée par Polyeuctos et érigée sur l'agora, non loin de l'autel des Douze Dieux et du monument des héros éponymes,,. Il mourut entre -280 et -270. Son fils Lachès obtint pour lui les honneurs publics en 271/270.
L’historien Polybe, dans sa critique de Timée de Tauroménion, rejette les accusations de ce dernier à l'égard de Démocharès comme étant des calomnies infondées. Plutarque considère Démocharès comme éloquent et brave.
Démocharès est l’auteur un ouvrage intitulé Histoire, en au moins 22 livres, dont Athénée rapporte des fragments concernant l’extravagante flatterie dont les Athéniens étaient capables à son époque.